# Gerichtsbezirk Kladno
Der Gerichtsbezirk Kladno (tschechisch: soudní okres Kladno) war ein dem Bezirksgericht Kladno unterstehender Gerichtsbezirk im Kronland Böhmen. Er umfasste Gebiete in Mittelböhmen um die Stadt Kladno, die auch Gerichtssitz des Gerichtsbezirks war. Das Gebiet gehörte seit 1918 zur neu gegründeten Tschechoslowakei und ist seit 1993 Teil der Tschechischen Republik.

## Geschichte
Die ursprüngliche Patrimonialgerichtsbarkeit wurde im Kaisertum Österreich nach den Revolutionsjahren 1848/49 aufgehoben. An ihre Stelle traten die Bezirks-, Landes- und Oberlandesgerichte, die nach den Grundzüge des Justizministers geplant und deren Schaffung am 6. Juli 1849 von Kaiser Franz Joseph I. genehmigt wurde. Das Gebiet des späteren Gerichtsbezirks Kladno gehörte zunächst zum Unhošt (Unhošť) im Kreis Prag, der im Zuge der Trennung der politischen von der judikativen Verwaltung ab 1868 gemeinsam mit den Gerichtsbezirken Smichow (Smíchov) und Königsaal (Zbraslav) den Bezirk Smichow bildete.
1877 wurde die Schaffung des Gerichtsbezirks Kladno bestimmt, der aus den Gemeinden Butzkow, Duby, Kladno, Rozdělow, Kročihlaw, Stelčowes und Wřetowitz aus dem Sprengel des Gerichtsbezirks Unhoscht gebildet wurde. Das Bezirksgericht Kladno nahm in der Folge am 1. Mai 1878 seine Tätigkeit auf.
Per 1. Oktober 1893 erfolgte die Abspaltung der Gerichtsbezirke Kladno und Unhošt, die in der Folge gemeinsam den Bezirk Kladno bildeten.
Im Gerichtsbezirk Kladno lebten 1900 41.478 Personen. Der Gerichtsbezirk Kladno wies 1910 eine Bevölkerung von 48.636 Personen auf, von denen 1.361 Deutsch und 47.140 Tschechisch als Umgangssprache angaben. Im Gerichtsbezirk lebten zudem 135 Anderssprachige oder Staatsfremde.
Durch die Grenzbestimmungen des am 10. September 1919 abgeschlossenen Vertrages von Saint-Germain kam der Gerichtsbezirk Kladno vollständig zur neugegründeten Tschechoslowakei, wobei die Gerichtseinteilung bis 1938 im Wesentlichen bestehen blieb. Nach dem Münchner Abkommen wurde das Gebiet dem Protektorat Böhmen und Mähren zugeschlagen. 
Nach dem Zweiten Weltkrieg gehörte das Gebiet zum Okres Kladno, dessen Behörden jedoch im Zuge einer Verwaltungsreform 2003 ihre Verwaltungskompetenzen verloren. Diese werden seitdem von den Gemeinden bzw. dem Středočeský kraj, zudem das Gebiet um Kladno seit Beginn des 21. Jahrhunderts gehört, wahrgenommen. 

## Gerichtssprengel
Der Gerichtssprengel umfasste 1910 die sieben Gemeinden Buštěhrad (deutsch: Buschtiehrad, früher: Butzkow), Dubí (Dubi), Kladno, Kročehlavy (Kročehlaw), Rozdělov (Rozdělow), Stelčoves (Stelčowes) und Vřetovice (Wřetowitz).